# Люк Сандерс (тенісист)
Люк Сандерс (нід. Louk Sanders; нар. 9 травня 1950) — колишній нідерландський тенісист.
Найвищу одиночну позицію світового рейтингу — 98 місце досяг 31 грудня 1977 року.
Здобув 1 парний титул.
Найвищим досягненням на турнірах Великого шолома було 3 коло в одиночному розряді.

## Фінали за кар'єру

### Парний розряд (1–1)
| Результат | W/L | Дата     | Турнір            | Покриття | Партнер     | Суперники              | Рахунок  |
| --------- | --- | -------- | ----------------- | -------- | ----------- | ---------------------- | -------- |
| Перемога  | 1–0 | Вер 1978 | Борнмут, Англія   | Ґрунт    | Ролф Тунг   | Девід Картер Род Фролі | 6–3, 6–4 |
| Поразка   | 1–1 | Лип 1981 | Кіцбюель, Австрія | Ґрунт    | Марко Остоя | Девід Картер Пол Кронк | 6–7, 1–6 |